# 惠特比站
惠特比站是加拿大安大略省惠特比GO運輸的一個車站。該站由湖濱東線列車停靠，並由杜林區交通局和GO巴士路線連接。

## 車站佈局
該站位於博街以西， 401號高速公路以南。 車站建築和巴士總站皆位於鐵路北側，島式月台則位於兩條GO運輸路軌之間，由行人隧道連接。車站建築內的設施包括售票處、候車室和公共廁所。巴士總站位於大樓東北部，乘客上下客区則在正前方。
該站大約有三千個停車位，並允许共乘車輛泊車。該站大部分停車位（包括一個多層停車場） 位於加拿大國家鐵路貨運軌道的南側，並可通過行人天橋抵達。 

## 連接巴士

### GO巴士

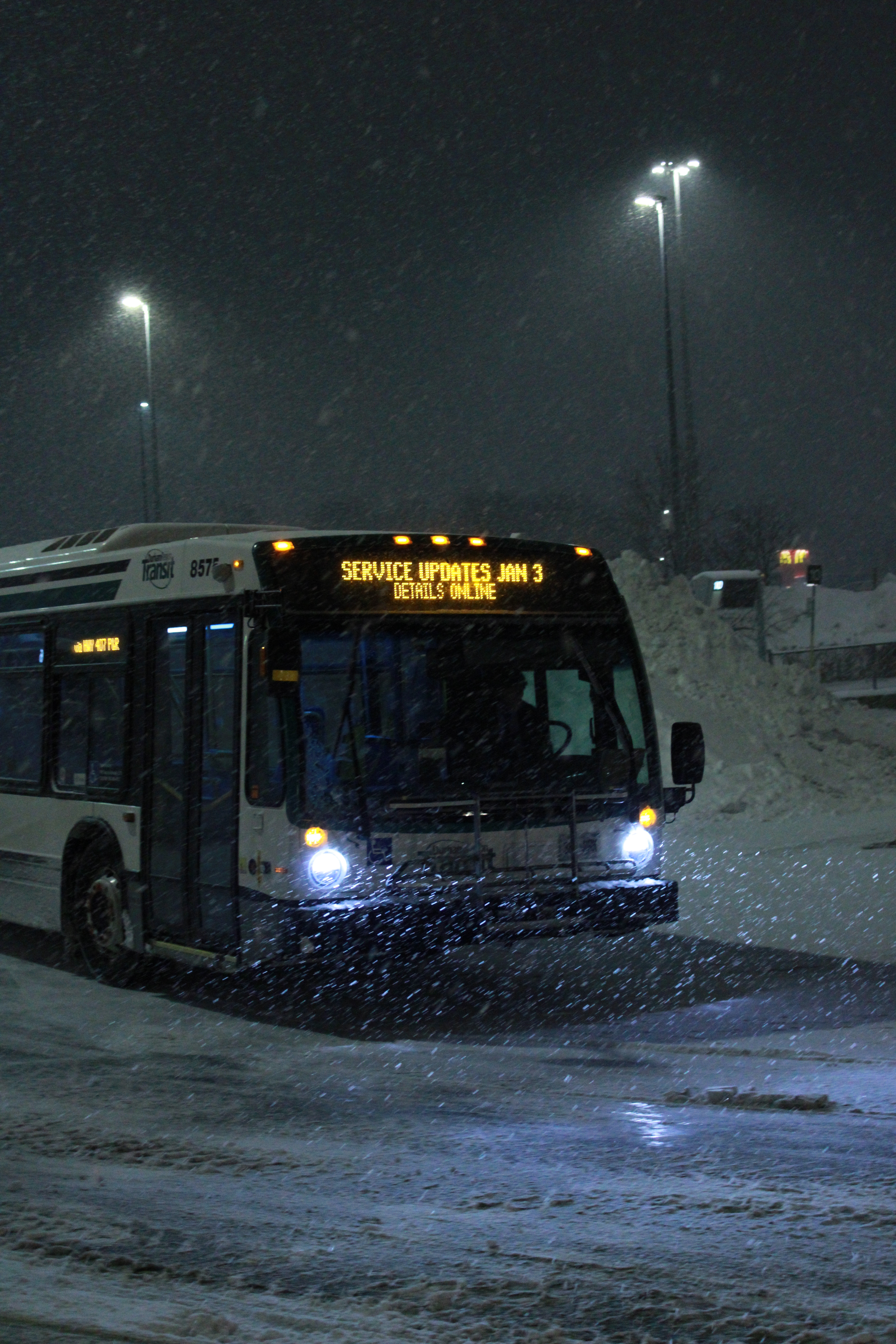
惠特比站的杜林區交通局车辆

- 90 - 湖濱東線巴士（只限夜间）
- 96 -奧沙華/芬治快速巴士[5]

### 杜林區交通局
- 301 - 往湯頓路 (途經西惠特比)
- 302 - 往北校區巴士總站
- 302B - 往安達臣路/杜根道 (只限繁忙時間）
- 319 - 往湯頓路 (途經花園街/安達臣路)
- 392 - 往安大略湖岸
- 905A - 往和聲道巴士總站
- 905C - 往厄士橋 (途經佩里港)
- 917 - 往皮克靈大道巴士總站（西向）、往奧沙華中央巴士總站（東向）

### 長途巴士
- Megabus ：多倫多 - 滿地可[6]